# Systémy pro hodnocení obsahu videoher

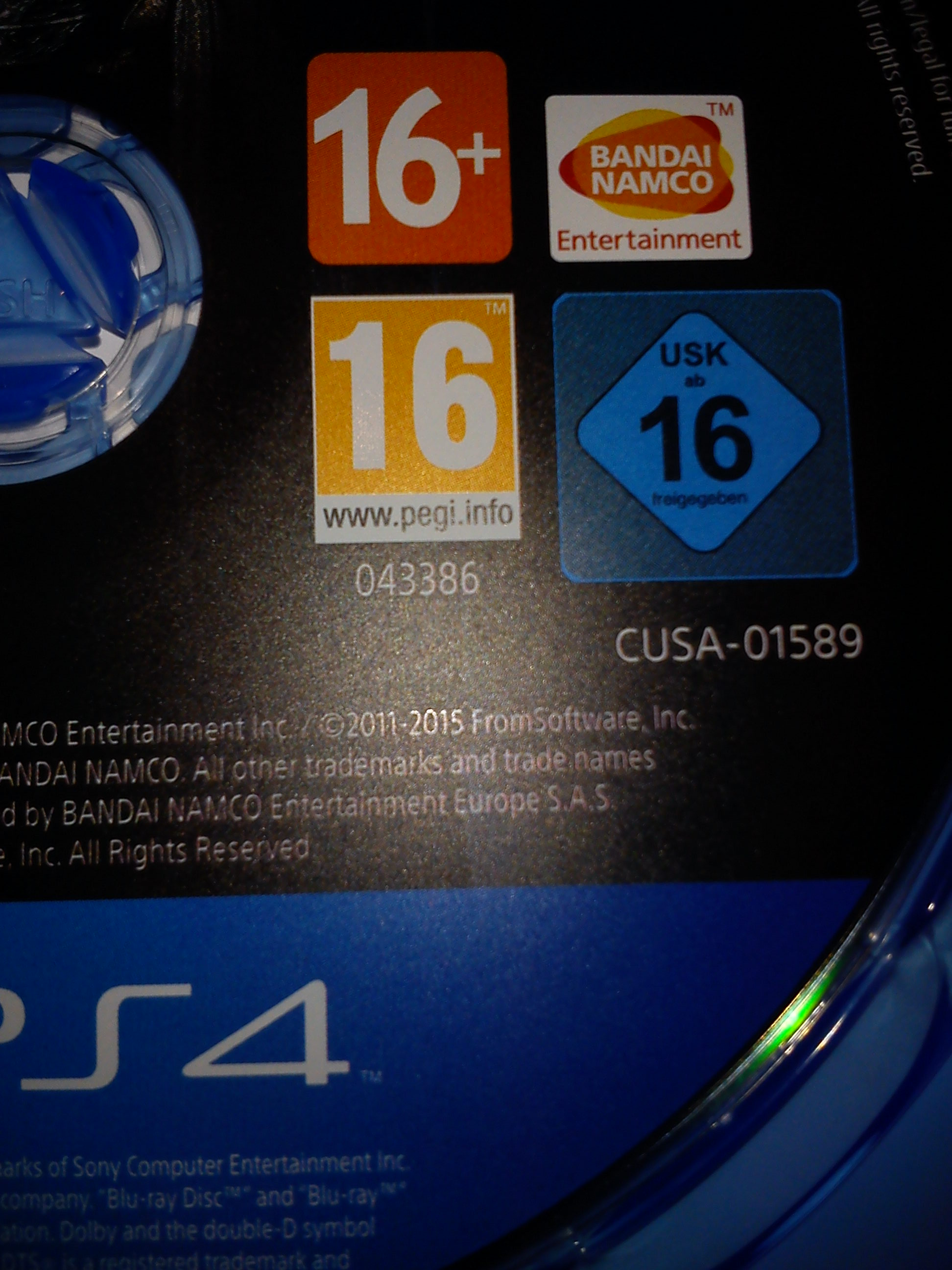
Příklad různých ratingových hodnocení jaká jsou běžnou praxí na herních videodiscích v Evropě i USA. Postupně z levého horního rohu: ruský systém hodnocení, Evropský systém PEGI a německý systém USK klasifikují tuto hru pro stejný věk.

Systémy pro hodnocení obsahu videoher se používají pro třídění videoher do skupin přiměřených určitému věku. Většina z těchto systémů je podporována z veřejných zdrojů a někdy jsou součástí místního systému pro hodnocení filmové produkce.
Užitečnost takových hodnocení byla zpochybněna studií, ve které 90% teenagerů tvrdí, že jejich rodiče "nikdy", nekontrolují hodnocení předtím, než jim umožní si půjčit nebo koupit videohru. 
Systémy pro hodnocení obsahu videoher mohou být použity jako podklad pro zákony, které se vztahují na prodej videoher nezletilým, jako je tomu v Austrálii. Kontrola hodnocení a schválení je součástí lokalizace hry před její distribucí do jiných zemí nebo lokalit.
Systémy hodnocení byly také použity k omezení prodeje některých videoher na dobrovolné bázi. Například německý prodejce Galeria Kaufhof odstranil po střelbě na Winnendenské škole všechny videohry s ratingem 18+ podle USK.

## Nejznámější systémy
- Pan European Game Information (PEGI), evropský ratingový systém počítačových her
- Entertainment Software Rating Board (ESRB), organizace, která uděluje ratingy počítačovým hrám v USA a Kanadě
- Unterhaltungssoftware Selbstkontrolle (USK), německý ratingový systém
- International Age Rating Coalition (IARC), mezinárodní sdružení

## Česká republika
V České republice neexistuje zatím omezení dostupnosti videoher podle věku, ani oficiální dohled. Výrobci a distributoři zde mohou prodávat hry bez ohledu na věk kupujících a nemusejí se řídit ani mezinárodními ratingy. Určitým průvodcem snad může být výběr her pravidelně aktualizovaný porotou v rámci webu HryBezObav.cz.
Pomoc takovým zemím jako je Česko nabízí i mezinárodní sdružení IARC.

## Srovnání systémů
Tabulka srovnává současné systémy pro hodnocení obsahu videoher a zobrazuje věk určený pro jejich hraní na vodorovné ose.
     Bez omezení: vhodné pro všechny věkové kategorie / určeno na mladé publikum / osvobozeno / nehodnoceno / žádné použitelné hodnocení.
     Bez omezení: pro určené věkové rozmezí je doporučena rodičovská kontrola.
     Bez omezení: není doporučeno pro mladší publikum, není však omezeno.
     Omezeno: pro mladší publikum je vyžadován doprovod rodičů.
     Zakazující: výhradně pro starší publikum / nákup je omezen věkem / zakázáno.
| Země nebo systém                        | 0/1           | 2             | 3             | 4             | 5             | 6            | 7            | 8            | 9             | 10       | 11       | 12           | 13           | 14           | 15           | 16           | 17           | 18           | 19       | 20       | 21       | Ostatní       | Poznámky | Zdroje              |
| --------------------------------------- | ------------- | ------------- | ------------- | ------------- | ------------- | ------------ | ------------ | ------------ | ------------- | -------- | -------- | ------------ | ------------ | ------------ | ------------ | ------------ | ------------ | ------------ | -------- | -------- | -------- | ------------- | --- | ------------------- |
| App Store (iOS)                         | 4+ (do 5 let) | 4+ (do 5 let) | 4+ (do 5 let) | 4+ (do 5 let) | 4+ (do 5 let) | 4+ (6–8 let) | 4+ (6–8 let) | 4+ (6–8 let) | 9+            | 9+       | 9+       | 12+          | 12+          | 12+          | 12+          | 12+          | 17+          | 17+          | 17+      | 17+      | 17+      | bez hodnocení | App Store vyžaduje po mobilních hrách jejich hodnocení, aby na něm mohly být vydány nebo prodávány. Věkové hodnocení 4+ je rozděleno do tří podkategorií: do 5 let, 6–8 let a 9–11 let. Aplikace a hry s hodnocením 17+ lze zakoupit pouze s Apple ID patřícím osobě tohoto věku nebo starší. | [ 5 ]               |
| App Store (iOS)                         | 4+ (do 5 let) | 4+ (do 5 let) | 4+ (do 5 let) | 4+ (do 5 let) | 4+ (do 5 let) | 4+ (6–8 let) | 4+ (6–8 let) | 4+ (6–8 let) | 4+ (9–11 let) |          |          | 12+          | 12+          | 12+          | 12+          | 12+          | 17+          | 17+          | 17+      | 17+      | 17+      | bez hodnocení | App Store vyžaduje po mobilních hrách jejich hodnocení, aby na něm mohly být vydány nebo prodávány. Věkové hodnocení 4+ je rozděleno do tří podkategorií: do 5 let, 6–8 let a 9–11 let. Aplikace a hry s hodnocením 17+ lze zakoupit pouze s Apple ID patřícím osobě tohoto věku nebo starší. | [ 5 ]               |
| Argentina                               | ATP           | ATP           | ATP           | ATP           | ATP           | ATP          | ATP          | ATP          | ATP           | ATP      | ATP      | ATP          | +13          | +13          | +13          | +13          | +13          | +18          | +18      | +18      | +18      | —             | Přijato 15. října 2005. | [ 6 ] [ 7 ] [ 8 ]   |
| Austrálie                               | G             | G             | G             | G             | G             | G            | G            | G            | G             | G        | G        | G            | G            | G            | M            | M            | M            | R18+         | R18+     | R18+     | R18+     | RC            | Kategorie s omezením jsou MA 15+ a R 18+, přičemž poslední jmenované hodnocení bylo zavedeno na začátku roku 2013. | [ 9 ] [ 10 ] [ 11 ] |
| Austrálie                               | PG            | PG            | PG            | PG            | PG            | PG           | PG           | PG           | PG            | PG       | PG       | PG           | PG           | PG           | MA15+        | MA15+        | MA15+        | R18+         | R18+     | R18+     | R18+     | CTC           | Kategorie s omezením jsou MA 15+ a R 18+, přičemž poslední jmenované hodnocení bylo zavedeno na začátku roku 2013. | [ 9 ] [ 10 ] [ 11 ] |
| Brazílie                                | L             | L             | L             | L             | L             | L            | L            | L            | L             | 10       | 10       | 12           | 12           | 14           | 14           | 16           | 16           | 18           | 18       | 18       | 18       | —             | Stejný systém hodnocení je v Brazílii používán pro televizní a filmový obsah. | [ 12 ] [ 13 ]       |
| ESRB Kanada USA                         | E             | E             | E             | E             | E             | E            | E            | E            | E             | E10+     | E10+     | E10+         | T            | T            | T            | T            | M            | AO           | AO       | AO       | AO       | RP            | Hodnocení bylo přijato roku 1994 ve Spojených státech, většině Kanady a Mexiku. Kategorie E10+ se poprvé použila na začátku roku 2005. Hry s kategorií RP jsou bez hodnocení. Kategorie AO je jediná, která je právně omezena.                                                                |                     |
| ESRB Kanada USA                         | EC            |               |               |               |               |              |              |              |               | E10+     | E10+     | E10+         | T            | T            | T            | T            | M            | AO           | AO       | AO       | AO       | RP            | Hodnocení bylo přijato roku 1994 ve Spojených státech, většině Kanady a Mexiku. Kategorie E10+ se poprvé použila na začátku roku 2005. Hry s kategorií RP jsou bez hodnocení. Kategorie AO je jediná, která je právně omezena.                                                                |                     |
| Německo                                 | 0             | 0             | 0             | 0             | 0             | 6            | 6            | 6            | 6             | 12       | 12       | 12           | 12           | 12           | 12           | 16           | 16           | 18           | 18       | 18       | 18       | omezeno       | |                     |
| Německo                                 | 0             | 0             | 0             | 0             | 0             | 6            | 6            | 6            | 6             | 12       | 12       | 12           | 12           | 12           | 12           | 16           | 16           | bez označení |          |          |          | omezeno       | |                     |
| Google Play                             | 3+            | 3+            | 3+            | 3+            | 3+            | 3+           | 7+           | 7+           | 7+            | 7+       | 7+       | 12+          | 12+          | 12+          | 12+          | 16+          | 16+          | 18+          | 18+      | 18+      | 18+      | —             | Ve většině zemí, které nejsou zastoupeny hodnotícím systémem, se používá obecné hodnocení IARC. |                     |
| Chile                                   | TE            | TE            | TE            | TE            | TE            | TE           | TE           | 8+           | 8+            | 8+       | 8+       | 8+           | 8+           | 14+          | 14+          | 14+          | 14+          | 18+          | 18+      | 18+      | 18+      | —             | | [ 15 ] [ 16 ]       |
| Indonésie                               | SU            | SU            | 3+            | 3+            | 3+            | 3+           | 7+           | 7+           | 7+            | 7+       | 7+       | 7+           | 13+          | 13+          | 13+          | 13+          | 13+          | 18+          | 18+      | 18+      | 18+      | —             | |                     |
| Írán                                    | +3            | +3            | +3            | +3            | +3            | +3           | +7           | +7           | +7            | +7       | +7       | +12          | +12          | +12          | +15          | +15          | +15          | +18          | +18      | +18      | +18      | —             | Některé hry jsou zakázány. Hry s extrémním násilím, zřetelným sexuálním obsahem nebo zřetelnou nahotou jsou zakázány. |                     |
| Japonsko CERO                           | A             | A             | A             | A             | A             | A            | A            | A            | A             | A        | A        | B            | B            | B            | C            | C            | D            | Z            | Z        | Z        | Z        | 審査予定      | Toto hodnocení se používá od 1. března 2006. Kategorie Z je jediná, která je právně omezena. |                     |
| Japonsko EOCS                           | G             | G             | G             | G             | G             | G            | G            | G            | G             | G        | G        | 12           | 12           | 12           | 15           | 15           | 15           | 18           | 18       | 18       | 18       | —             | Tento systém hodnocení se používá pouze pro počítačové hry. |                     |
| Mexiko                                  | A             | A             | A             | A             | A             | A            | A            | A            | A             | A        | A        | B            | B            | B            | B15          | B15          | B15          | C            | C        | C        | C        | P             | Založeno 27. května 2021. |                     |
| Mexiko                                  | A             | A             | A             | A             | A             | A            | A            | A            | A             | A        | A        | B            | B            | B            | B15          | B15          | B15          | D            |          |          |          | P             | Založeno 27. května 2021. |                     |
| Nový Zéland                             | G             | G             | G             | G             | G             | G            | G            | G            | G             | G        | G        | G            | R13          | R13          | R15          | M            | M            | R18          | R18      | R18      | R18      | zakázáno      | Hry s etiketou bez omezení mohou v Austrálii nést australské klasifikační etikety, na Novém Zélandu jsou však novozélandské etikety potřeba, pokud je hra v Austrálii ohodnocena kategorií MA15+ nebo je klasifikována jako RC.                                                               |                     |
| Nový Zéland                             | PG            | PG            | PG            | PG            | PG            | PG           | PG           | PG           | PG            | PG       | PG       | PG           | R13          | R13          | R15          | R16          | R16          | R18          | R18      | R18      | R18      | zakázáno      | Hry s etiketou bez omezení mohou v Austrálii nést australské klasifikační etikety, na Novém Zélandu jsou však novozélandské etikety potřeba, pokud je hra v Austrálii ohodnocena kategorií MA15+ nebo je klasifikována jako RC.                                                               |                     |
| PEGI Evropa Izrael Pákistán Jižní Korea | 3             | 3             | 3             | 3             | 3             | 3            | 7            | 7            | 7             | 7        | 7        | 12           | 12           | 12           | 12           | 16           | 16           | 18           | 18       | 18       | 18       | —             | V některých zemích právně vymáháno (ale ne ve všech). |                     |
| PEGI Evropa Izrael Pákistán Jižní Korea | 3             | 3             | 3             | 3             | 3             | 3            | 7            | 7            | 7             | 7        | 7        | 12           | 12           | 12           | 12           | 16           | 16           | 18           | 18       | 18       | 18       | —             | V některých zemích právně vymáháno (ale ne ve všech). |                     |
| Portugalsko                             | 4             | 4             | 4             | 4             | 4             | 6            | 6            | 6            | 6             | 6        | 6        | 12           | 12           | 12           | 12           | 16           | 16           | 18           | 18       | 18       | 18       | —             | Portugalsko používá upravenou verzi systému PEGI. |                     |
| Rusko                                   | 0+            | 0+            | 0+            | 0+            | 0+            | 6+           | 6+           | 6+           | 6+            | 6+       | 6+       | 12+          | 12+          | 12+          | 12+          | 16+          | 16+          | 18+          | 18+      | 18+      | 18+      | —             | Tyto kategorie hodnocení se v Rusku používají od 1. září 2012. Stejný systém je použit i pro filmovou, televizní a knižní tvorbu. |                     |
| Saúdská Arábie                          | —             | —             | 3             | 3             | 3             | 3            | 7            | 7            | 7             | 7        | 7        | 12           | 12           | 12           | 12           | 16           | 16           | 18           | 18       | 18       | 18       | zakázáno      | Přijato v roce 2016. |                     |
| Singapur                                | General       | General       | General       | General       | General       | General      | General      | General      | General       | General  | General  | General      | General      | General      | General      | Age Advisory | Age Advisory | M18          | M18      | M18      | M18      | NAR           | Přijato 28. dubna 2008. |                     |
| Jižní Afrika                            | A             | A             | A             | A             | A             | A            | 7-9 PG       | 7-9 PG       | 7-9 PG        | 10-12 PG | 10-12 PG | 10-12 PG     | 13           | 13           | 13           | 16           | 16           | 18           | 18       | 18       | 18       | zakázáno      | Hodnocení bylo v Jihoafrické Republice představeno roku 1996, aby bojovalo s rozsáhlým zneužíváním dětí. |                     |
| Jižní Afrika                            | PG            |               |               |               |               |              | 7-9 PG       | 7-9 PG       | 7-9 PG        | 10-12 PG | 10-12 PG | 10-12 PG     | 13           | 13           | 13           | 16           | 16           | 18           | 18       | 18       | 18       | zakázáno      | Hodnocení bylo v Jihoafrické Republice představeno roku 1996, aby bojovalo s rozsáhlým zneužíváním dětí. |                     |
| Jižní Korea                             | ALL           | ALL           | ALL           | ALL           | ALL           | ALL          | ALL          | ALL          | ALL           | ALL      | ALL      | 12           | 12           | 12           | 15           | 15           | 15           | 15           | 19       | 19       | 19       | RC            | Před rokem 2006 byly videohry vydané v Jižní Koreji hodnocené systémem KMRB. |                     |
| Tchaj-wan                               | 普通 (G)      | 普通 (G)      | 普通 (G)      | 普通 (G)      | 普通 (G)      | 保護 (P)     | 保護 (P)     | 保護 (P)     | 保護 (P)      | 保護 (P) | 保護 (P) | 輔12 (PG 12) | 輔12 (PG 12) | 輔12 (PG 12) | 輔15 (PG 15) | 輔15 (PG 15) | 輔15 (PG 15) | 限制 (R)     | 限制 (R) | 限制 (R) | 限制 (R) | —             | Videohry na Nintendo 3DS vydané na Tchaj-wanu mají povinné věkové omezení 6 a více let. |                     |
| Spojené arabské emiráty                 | —             | —             | 3             | 3             | 3             | 3            | 7            | 7            | 7             | 7        | 7        | 12           | 12           | 12           | 12           | 16           | 16           | 18           | 18       | 18       | 21       | —             | Představeno v listopadu 2017 a zavedeno pro komerční použití v únoru 2018. |                     |